# Diestostemma stesilea
Diestostemma stesilea är en insektsart som beskrevs av William Lucas Distant 1908. Diestostemma stesilea ingår i släktet Diestostemma och familjen dvärgstritar. Inga underarter finns listade i Catalogue of Life.